# Famułki Królewskie
Famułki Królewskie (niem. Königlich Famulki) – wieś w Polsce położona w województwie mazowieckim, w powiecie sochaczewskim, w gminie Brochów. Ma status sołectwa.
| SIMC    | Nazwa       | Rodzaj    |
| ------- | ----------- | --------- |
| 1057261 | Krzywa Góra | część wsi |

W latach 1975–1998 miejscowość administracyjnie należała do województwa warszawskiego.
Wieś w trakcie wykupu gruntów przez Kampinoski Park Narodowy. Planowane jest wysiedlenie wsi i wykup wszystkich gruntów do roku 2014.